# 科伊肯岩
68°35′S 77°50′E / 68.583°S 77.833°E
科伊肯岩，是南極洲的岩石，位於伊利沙伯女皇地，處於巴拉特島西南面2.6公里，挪威製圖師根據該國拍攝的空中照片繪入地圖，現時由南極條約體系管理。